# Hemibrycon palomae
Hemibrycon palomae är en fiskart som beskrevs av Román-valencia, Garcia-alzate, Ruiz-c. och Donald C.Taphorn 2010. Hemibrycon palomae ingår i släktet Hemibrycon och familjen Characidae. Inga underarter finns listade i Catalogue of Life.